# ソユーズT-7
ソユーズT-7 (Союз Т-7 / Soyuz T-7) は、ソユーズによるサリュート7号への往来を目的とした3回目のミッションである。コールサインは「ドニェープル（ドニエプル川）」。スベトラーナ・サビツカヤは、1963年にボストーク6号で宇宙へ行ったワレンチナ・テレシコワ以来、約20年ぶり2人目の女性宇宙飛行士となった。
サビツカヤに対しては、ソユーズT-7の軌道モジュールが個室として与えられた。ソユーズT-7の乗組員は、ソユーズT-5でサリュート7号に乗り込み、長期滞在していたベレゾヴォイとレベデフに対して、実験器具と家族からの手紙を届けた。8月21日には、5人の宇宙飛行士はそれぞれの体格に合わせて作られている座席の背もたれを交換し、ソユーズT-7で上がってきた3人はソユーズT-5で帰還した。

## 乗組員

### 出発時
- レオニード・ポポフ (2) - コマンダー
- アレクサンドル・セレブロフ (1) - フライトエンジニア
- スベトラーナ・サビツカヤ (1) - 研究者

### 帰還時
- アナトリー・ベレゾボイ (1) - コマンダー
- ヴァレンチン・レベデフ (2) - フライトエンジニア

### バックアップ
- ウラジーミル・ヴァシューチン - コマンダー
- ヴィクトル・サヴィヌイフ - フライトエンジニア
- イリーナ・プロニナ - 研究者